# 马山子镇
马山子镇，是中华人民共和国山東省滨州市无棣县下辖的一个乡镇级行政单位。2019年中国百强乡镇第87名。

## 行政区划
马山子镇下辖以下地区：
傅家山子村、高家庄子村、田家庄子村、马山子村、傅家台子村、北𨟠西村、张赵村、蔡家庄子村、小孙𨟠村、北𨟠东村、南𨟠村、沙头村、岔尖二村、岔尖一村、傅屋子村、帝赐街村、大梁王村、辛庄村、胡道口村、下泊头村、高井村、小梁王村、西港工业园类似社区和埕口盐化工业园类似社区。